# Crocodylomorpha
De Crocodylomorpha zijn een groep van archosauriërs waar de krokodilachtigen (Crocodilia) en hun uitgestorven verwanten deel van uitmaken.
De eerste die de naam gebruikte, voor een superorde, was vermoedelijk de bioloog Oliver Perry Hay, zij het onder de naam Crocodylomorphi. De naam is afgeleid van het geslacht Crocodylus. De correcte spelling Crocodylomorpha werd het eerst gebruikt door Alick Walker in 1968, nog steeds voor een taxon met de rang van superorde.
De eerste die de naam gebruikte voor een klade (monofyletische afstammingsgroep) was James Clark in 1988, maar hij gaf nog geen definitie. Hoewel de term in de paleontologie daarna zeer algemeen gebruikt werd voor de afstammingstak binnen de Crurotarsi die naar de krokodillen leidde, bleef zo'n definitie lang achterwege totdat Paul Sereno in 2005 de eerste gaf: de groep bestaande uit de nijlkrokodil Crocodylus niloticus (Laurenti 1768) en alle soorten nauwer verwant aan Crocodylus dan aan Poposaurus gracilis (Mehl 1915), Gracilisuchus stipanicicorum (Romer 1972), Prestosuchus chiniquensis (Von Huene 1942) en Aetosaurus ferratus (Fraas 1877).
De Crocodylomorpha ontstonden niet later dan het Carnien (228 miljoen jaar geleden) van het Trias. Ze waren een afsplitsing binnen de Rauisuchia en wellicht een zustergroep van de Aetosauria, die volgens de laatste analyses vermoedelijk ook rauisuchiërs waren. De oudste bekende crocodylomorfen zijn de Sphenosuchia, vrij kleine vormen die op het land leefden; een latere afsplitsing vormen de Crocodyliformes waartoe ook de laatste nog levende crocodylomorfen behoren: de huidige soorten krokodilachtigen. Veel paleontologen gebruiken "Sphenosuchia" als een informele term voor "basale crocodylomorfen", opgevat als een parafyletische groep. Sereno heeft Sphenosuchia echter ook gedefinieerd en wel op zo'n wijze dat het in principe mogelijk is — en gezien de huidige gegevens zelfs waarschijnlijk — dat er basale crocodylomorfen zijn die niet tot de Sphenosuchia sensu Sereno behoren.
De hypothese dat de oorsprong van de vogels binnen de Crocodylomorpha gezocht moet worden, is tegenwoordig geheel verlaten.
De traditionele interpretaties van de orde Crocodilia (of Crocodylia) omvatten soms ook de Sphenosuchia en hoewel nooit een strikte definitie in die zin gegeven werd, viel het impliciet bereik van de term Crocodilia in dat geval dus wel ongeveer met dat van de klade Crocodylomorpha sensu Sereno samen.